# Watertown (Massachusetts)
Watertown è una città degli Stati Uniti d'America facente parte della contea di Middlesex nello stato del Massachusetts.
Watertown è ufficialmente indicata dallo United States Census Bureau e dalle carte ufficiali dello Stato come city, ma viene spesso indicata in fonti anche ufficiali come Watertown Town ed ha una forma amministrativa intermedia tra quella delle cities e quella delle towns, avendo un consiglio comunale ma non un sindaco, bensì un Town Manager.